# Rörflöjt
Rörflöjt är en orgelstämma inom halvtäckta stämmor som är 16´, 8´, 4´, 2´, eller 1´. Den tillhör kategorin labialstämmor och har vid mensur. Den har fått sitt namn efter röret som går genom stämmans lock. Stämmans klang är en aning ihålig, klar och ljus. Den femte deltonen är framträdande i stämman.